# Amikumu
Amikumu (Esperanto: [a.mi.ˈku.mu]) is een multiplatform app voor smartphones (Android en iOS) waarmee mensen in de buurt gevonden kunnen worden die dezelfde taal spreken of leren als de gebruiker. De app werd uitgebracht voor Esperantosprekers op 22 april 2017  en voor sprekers van alle talen tijdens LangFest in Montreal op 25 augustus 2017. Op 16 januari 2018 had Amikumu leden in meer dan 130 landen die meer dan 400 talen spraken.

## Architectuur
De Android-app is geschreven in Java en Kotlin, de iOS-app in Swift, en de server in Ruby on Rails.

## Kickstarter-campagne
Amikumu werd deels gefinancierd met Kickstarter. De Kickstarter-campagne, georganiseerd door de Esperantosprekers Chuck Smith en Richard "Evildea" Delamore, ging van start op 18 oktober 2016. In de eerste 10 uur na de start van de campagne werd er meer dan 3000 euro opgehaald. Het oorspronkelijke doel van de campagne was 8500 euro, dat werd bereikt in 27 uur. De campagne duurde tot 16 november 2016 en haalde in totaal 26671 euro op, wat meer dan drie keer zoveel is dan het oorspronkelijke doel.